# Pehr Tenggren
Pehr Tenggren, född 15 februari 1742 i Arboga, död 1 september 1803 i Stora Åby socken, Östergötlands län, Han var en svensk präst, kyrkoherde i Stora Åby församling och kontraktsprost i Lysings kontrakt.

## Biografi
Pehr Tenggren föddes 15 februari 1742 i Arboga. Han var son till borgmästaren Anders Tenggren och Catharina Fröberg. Tenggren blev 1756 student vid Uppsala universitet, Uppsala och tog filosofie magister 1764. Han prästvigdes 1767 och blev extra ordinarie hovpredikant 1769. Tenggren blev 1774 pastor vid livdrabanterna och 1777 ordinarie kunglig hovpredikant. Han blev 1780 kyrkoherde i Stora Åby församling och 1781 prost. Tenggren blev 1782 kontraktsprost i Lysings kontrakt och var 1787 predikant vid prästmötet. Han avled 1 september 1803 i Stora Åby socken.

### Familj
Tenggren gifte 20 maj 1781 med Hedvig Holmberg (1762–1832). Hon var dotter till källarmästaren Johan Holmberg och Hedvig Molin. De fick tillsammans barnen Hedvig Petronella (född 1783), Johanna Catharina (1784–1816), Fredrika Gustafva (1785–1785) och Carolina Andrietta (född 1788).